# Glaphyra aemulata
Glaphyra aemulata là một loài bọ cánh cứng trong họ Cerambycidae.